# 夫蒙霊詧
夫蒙 霊詧（ふもう れいさつ、? - 756年）は、中国・唐代玄宗期の軍人。チベット系西羌出身。馬霊詧と記載されることもある。
吐蕃や突厥との戦争において功績をあげ、河西節度使に任じられた。高仙芝を任用したが、高仙芝が手柄を都に直接に報告したために、高仙芝が任用され、河西節度使を解任された。

## 経歴
開元27年（739年）、疏勒（カシュガル）鎮守使であった。西突厥の内紛の際に、北庭都護の蓋嘉運の命により、抜汗那（フェルガナ）王とともに、怛邏斯（タラス）城を攻撃し、黒姓可汗の爾微特勤を捕らえて交河公主を奪取した。また、数万人を捕らえ、抜汗那王に与えている。
後に、蓋嘉運に代わり、河西節度使に任じられる。この時、封常清も彼に従って赴任したと伝えられる。開元29年（741年）、唐に服していた達奚部が造反し、攻撃の詔を玄宗から下されたため、高仙芝に攻撃させ、勝利をおさめた。夫蒙霊詧は労をねぎらい、高仙芝を重用する。ために、高仙芝は四鎮都知兵馬使に昇進した。また、夫蒙霊詧が戦う度に李嗣業を伴ったと伝えられる。
天宝3載（744年）、突騎施の莫賀達干が唐に反し、可汗を名乗るが、これを討伐して斬った。天宝4載（745年）、護蜜を討伐する。この時、段秀実が従軍し功績を立てている。
小勃律国が吐蕃に降伏し、西北20余国が吐蕃に制され、唐への朝貢の使者が絶えてしまったため、夫蒙霊詧は討伐軍を送ったが、成功しなかった。
そのため、天宝6載（747年）、玄宗からの特命である勅命を受け、高仙芝に1万人を率いさせ、小勃律国を討伐させる。同年、高仙芝は小勃律国を制圧し、国王と吐蕃の公主を捕らえる。しかし、高仙芝は夫蒙霊詧に無断で、直接、都に勝利を報告してしまう。夫蒙霊詧は、河西に帰還した高仙芝を罵り「犬の腸を喰らう高麗奴め。お前を于闐使になれるように奏上したのは誰か？焉耆鎮守使になれたのは誰のおかげか？安西副都護になれたのは誰のおかげか？」と激しく詰問した。狼狽した高仙芝は「中丞のおかげです」と回答した。すると、夫蒙霊詧は「全部、私が奏上したものだ。なぜ、私の指示を待たずに、勝利を都に奏上したのか!高麗奴の罪は斬罪に相当するが、新たに大功を立てたばかりだから、すぐに処置しようは思わないだけだ」と述べた。しかし、高仙芝の監軍であった辺令誠が高仙芝の危機を都に奏上したため、夫蒙霊詧は解任され、高仙芝が安西節度使に任じられる。夫蒙霊詧は長安に帰還することを命じられたため、大いに後難を怖れ、高仙芝が以前と態度を変えなかったことで、まずます自分を恥じた。高仙芝を讒言していた配下の程千里らも、高仙芝によって許された。
天宝14載（755年）、安史の乱が勃発し、至徳元載（756年）に、夫蒙霊詧は安東副都護・保定軍使に就任していた。玄宗は、平盧節度副使であった呂知誨を節度使に任命したが、呂知誨は安禄山の腹心である韓朝陽の勧誘を受け、夫蒙霊詧を誘い、これを殺害してしまった。呂知誨もまた、唐王朝に与することを決した配下の劉客奴に殺害された。

## 伝記資料
- 『旧唐書』
- 『新唐書』
- 『資治通鑑』